# Antígenos leucocitarios humanos
Los antígenos leucocitarios humanos —abreviados HLA (acrónimo inglés de Human leukocyte antigen)— son antígenos formados por moléculas que se encuentran en la superficie de casi todas las células de los tejidos de un individuo, y también en los glóbulos blancos (o leucocitos) de la sangre.

Básicamente, el sistema HLA es el MHC (complejo principal de histocompatibilidad) que poseemos los seres humanos. Posee algunas diferencias con el MHC de otros seres vivos, aunque ambos poseen la misma función orgánica:

## Funciones
Cumplen con la función de diferenciar lo propio de lo ajeno y aseguran la respuesta inmune, capaz de defender al organismo de algunos agentes extraños que generan infecciones. Además los HLA cumplen un rol importante en enfermedades infecciosas, trasplante de tejidos, enfermedades autoinmunes, cáncer y respuesta a la inmunoterapia.

## Sistema HLA
El "antígeno leucocitario humano" es un conjunto de moléculas implicadas en el reconocimiento inmunológico y en la señalización entre células del sistema inmunitario. Las formas en que son transmitidas de padres a hijos constituyen un sistema también denominado de complejo principal de histocompatibilidad (de histo, "tejido") o de la individualidad (para diferenciar lo propio de lo ajeno), el denominado sistema HLA. Su descubrimiento ha permitido a la medicina dar un salto cualitativo en las posibilidades de éxito de un trasplante, abriendo un camino prometedor cuyo gran escollo fue el rechazo.
En la década de los setenta, descubierto el sistema HLA, se pudo comprender mejor el fenómeno del rechazo y de la enfermedad del injerto contra el receptor y trasplantar con menos inconvenientes, según criterios de compatibilidad.
También se ha podido descubrir la conexión entre determinados perfiles HLA y una mayor frecuencia de enfermedades autoinmunes como el Lupus Eritematoso Sistémico, la Miastenia Gravis y el Síndrome de Sjögren, u otras como la Espondilitis Anquilosante y la enfermedad celiaca.
Existen lugares estratégicos en el sistema HLA que sirven para examinar si una persona puede ser compatible con otra en caso de injerto: HLA-A, HLA-B, HLA-C, HLA-DR y HLA-DQ.
El tipo de molécula antígeno presente en A, B, C, DR y DQ es lo que determina la posibilidad de aceptación del tejido (órgano o médula ósea) de un donante por el organismo de un receptor.

## Compatibilidad

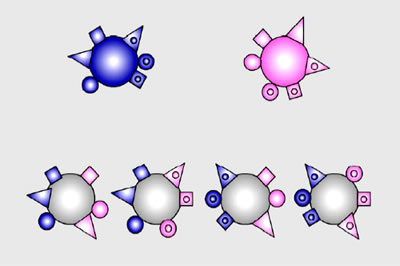
Infografía ilustrando la forma en que los hijos heredan la mitad de haplotipos de cada progenitor.

Para que dos personas sean compatibles los antígenos presentes en cada uno de esos lugares deben ser idénticos o tener ciertas coincidencias. Esto se detecta a través de un análisis de sangre en el que la muestra es sometida a varias técnicas de laboratorio y puede incluir el análisis de ácido desoxirribonucleico (ADN).

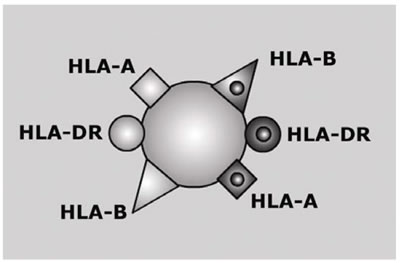
Infografía donde se ilustra la convención utilizada en los dibujos para representar los haplotipos del sistema HLA.

Los antígenos se identifican por un número y pueden ser enormemente variados. Se conocen más de 300 para el lugar A, alrededor de 500 para B, más de 150 para C, 400 para DR y más de 50 para DQ. Como la investigación es permanente, esos números se acrecientan en forma constante.
La imagen de la derecha y el resto del artículo e infografías, se referirán únicamente a las moléculas antígeno presentes en A, B y DR a fin de facilitar la explicación.
Si se presta atención a esta gran cantidad de variedades, se puede tener una idea del alto número de combinaciones que son posibles; y, por lo tanto, lo difícil que resulta que ellas sean coincidentes.
El ADN transmitido de padres a hijos se encuentra en el cromosoma del núcleo de las células de todo el organismo incluidos los glóbulos blancos de la sangre.
Está químicamente constituido por un encadenamiento de elementos básicos que se podrían comparar con las letras de un alfabeto. Esos elementos básicos o letras químicas se combinan en palabras que constituyen un texto organizado que transmite un mensaje. En ese texto se pueden reconocer diferentes partes o secciones, denominadas genes.
El ADN se hereda de los padres en una combinación que es peculiar para cada hijo. Los genes del sistema HLA se transmiten casi siempre en bloque. Cada bloque se denomina haplotipo. El padre aporta un haplotipo ("mitad del genotipo") y la madre otro, dando origen al genotipo HLA, perfil genético propio del nuevo ser.
Es este perfil —o huella genética— el que debe coincidir en los lugares estratégicos para que dos tejidos se acepten.
En el sistema HLA, el material genético se transmite de padres a hijos según lo explica el esquema que se muestra a continuación:
| Sistema HLA   | Sistema HLA   | Sistema HLA   | Sistema HLA   |
| Madre         | Madre         | Padre         | Padre         |
| Haplotipo a   | Haplotipo b   | Haplotipo c   | Haplotipo d   |
| Hijos         | Hijos         | Hijos         | Hijos         |
| Combinación 1 | Combinación 2 | Combinación 3 | Combinación 4 |
| Genotipo a-c  | Genotipo a-d  | Genotipo b-d  | Genotipo b-c  |
| ------------- | ------------- | ------------- | ------------- |

Los hijos podrán heredar cualquiera de estas cuatro combinaciones del material genético transferido por los padres.
En la imagen de la derecha se pueden apreciar los dos haplotipos de la madre a y b y los dos del padre c y d.
Cuál heredará cada hijo, depende del azar. Existen 50% de posibilidades de que 2 hermanos compartan un solo haplotipo, 25 % de posibilidades de que no compartan ninguno y 25% de que coincidan en ambos haplotipos.
Las personas con genotipo a-c; a-d; b-c, b-d descienden de progenitores que aportan los haplotipos a y b, por un lado, y c y d, por otro, ya que un individuo está siempre constituido por material genético proveniente de los seres que le dieron vida.
Cualquiera de las cuatro combinaciones posibles indica que ese ser proviene de los mismos padres. Pero solo ciertas coincidencias en la combinación heredada hacen que un hermano sea compatible con otro dentro del sistema HLA. Según el tipo de trasplante, receptor y donante deberán compartir uno o dos haplotipos.

## Variabilidad
Los loci de MHC son unos de los más genéticamente variables de los mamíferos, incluyendo a los loci de HLA humanos. A pesar de que la población humana pasó por una constricción varias veces a lo largo de su historia que fue capaz de fijar muchos loci, los loci HLA parecen haber sobrevivido a tal constricción con una gran variación. De los 9 loci mencionados, la mayoría conservaron una docena o más grupos de alelos para cada locus, una variación mucho más preservada que la gran mayoría de los loci humanos. Esto es consistente con un coeficiente de selección heterocigota o de equilibrio para estos loci. Además, algunos loci de HLA están entre las regiones de codificación de más rápida evolución en el genoma humano. Se ha observado un mecanismo de diversificación en el estudio de las tribus amazónicas de América del Sur que parecen haber sufrido una intensa conversión genética entre alelos variables y loci dentro de cada clase de genes HLA. Con menos frecuencia, se han observado recombinaciones productivas de mayor alcance a través de genes HLA que producen genes quiméricos. Se han reportado las frecuencias génicas de los alelos más comunes (>5%) de HLA-A, HLA-B, HLA-C y HLA-DRB1 de Sudamérica partir del tipado y secuenciacion realizado en estudios de diversidad genética y casos y controles.
Hay cuestiones que limitan esta variación. Ciertos alelos como DQA1*05:01 y DQA1*05:05 codifican las proteínas con productos procesados de forma idéntica. Otros alelos como DQB1*0201 y DQB1*0202 producen proteínas que son funcionalmente similares. Para la clase II (DR, DP y DQ), las variantes de aminoácidos dentro de la hendidura de unión de péptidos del receptor tienden a producir moléculas con diferente capacidad de unión.